# Верхнегреково
Верхнегреково — село в Кашарском районе Ростовской области.
Входит в состав Киевского сельского поселения.

## География

### Улицы
| - ул. Береговая, - ул. Заречная, - ул. Кирова, - ул. Медовая, | - ул. Молодёжная, - ул. Невенчаная, - ул. Садовая, - ул. Тихая, | - ул. Цветочная, - ул. Центральная, - ул. Школьная, - пер. Зелёный. |

## История
Про основание села Верхнегреково известно то, что оно существовало ещё до наступления 1801 года. В то время поселение носило название Верхне-Большинский-Греково. Оно относилось вначале к Шалаевской волости, затем вошло в состав Верхне-Большинской волости Донецкого округа Области Войска Донского. Посёлок располагался на расстоянии 12 километров от истока реки Большой. Эти земли принадлежали помещикам Грековым, по фамилии которых поселение и получило своё название. Генерал-майор Тимофей Дмитриевич Греков был сыном героя Отечественной войны 1812 года генерал-майора Дмитрия Евдокимовича Грекова. У него был сын Николай и жена Мария Платова. После смерти Грекова владение принадлежало вначале его жене Марии, затем их сыну Николаю. Николай много времени уделял управлению имениями, у него было трое детей — Тимофей, Мария и Ольга. По состоянию на 1900—1904 год слобода Верхне-Большинская-Греково, площадь которой составляла 1700 десятин, была в собственности Ольги Николаевны Грековой-Платоновой.
По состоянию на 1801 год посёлок Греков находился на расстоянии 120 верст от окружной станицы. В нём было 15 дворов, проживало 78 мужчин и 74 женщины. В 1859 году в посёлке насчитывалось 20 дворов и 90 людей. По состоянию на 1868 году посёлок числился в составе Шалаевской волости. В 1873 году в посёлке Верхнегреково было 130 дворов и 983 жителя, больше 1000 овец и 172 лошади.
В 1893 году Верхнегреково стало центром Верхне-Большинской волости. В 1915 году на его территории было зафиксировано 243 двора, 1148 десятин земли и 1988 жителей. Существовали Троицкая церковь, ветряная мукомольная мельница, сельское правление, кредитное общество. Начальное сельское училище располагалось на возвышенности. Центральная улица называлась Красной. На ней были расположены магазины, волостное и сельское правление. В посёлке также была расположена усадьба помещиков. В дореволюционное время часть этой земли сдавалась в аренду мукомолу Павлу Силину. Одна из его мельниц сохранялась вплоть до 1960 года.
Ежегодные ярмарки здесь проводились с 26 по 29 сентября. Шла торговля бакалейными и мануфактурными товарами. Хлебные товары продавали на станции Миллерово или на территории станицы Вешенской. После революции 1917 года расположение села изменилось. Если раньше оно находилось на возвышенности, то теперь стало размещаться в низине, на левой стороне реки Большой.
В июне 1942 года сельскую территорию оккупировали иностранные солдаты. Оккупация длилась до 20 декабря 1942 года. Во время боев за освобождение села погибло 72 солдата Красной Армии, которые состояли в 59-й гвардейской дивизии генерала Михаила Ивановича Запорожченко. Во времена Советского Союза на территории села Верхнегреково образовался колхоз имени С. М. Будённого, затем село относилось к колхозу имени Кирова. По состоянию на 1 января 1984 года в колхозе было земли на 13645 гектар, 824 гектар пашни, 332 двора. Работало 3 молочные фермы, одна птицеферма и одна свиноферма. В начале 1990-х, колхоз был реорганизован в ТОО имени Кирова.

## Население
| 2010 |
| ---- |
| 400  |

## Достопримечательности
На хуторе Греков-Николаевсий существовала Троицкая церковь.
До постройки собственной церкви приход принадлежал к Евдокиевской церкви слободы Маньково-Берёзовой. В 1886 году на средства прихожан была выстроена сельская церковь. Была она деревянная, с такой же колокольней, покрытые листовым железом. Престол в ней был один — во имя Святой Живоначальной Троицы.
Церкви принадлежали: деревянная караулка, покрытая железом; дом для церковно-приходской школы из камня и глины. Храм находился от консистории — в 200 верстах, от благочинного — в 15 верстах. Ближайшие к нему церкви: Евдокиевская в слободе Маньково-Берёзовой — в 15 верстах, Георгиевская в посёлке Марьевско-Процносовом — в 15 верстах, Вознесенская в хуторе Терновском — в 15 верстах и Архангельская в слободе Нагольной Голодаевке — в 15 верстах.
В декабре 1886 года в приходе Троицкой церкви была открыта церковно-приходская школа.